# Andreas Hasenkamm
Andreas Hasenkamm (* 16. November 1983 in Belarus) ist ein deutscher Basketballspieler.

## Werdegang
Hasenkamm spielte in der Jugend der BSG Bremerhaven sowie ab der Saison 1999/2000 in der 2. Basketball-Bundesliga. In der Saison 2003/04 gewann der 1,92 Meter große Flügelspieler mit Rot-Weiss Cuxhaven (später Cuxhaven BasCats) den Meistertitel in der 1. Regionalliga Nord, Hasenkamm war Leistungsträger der Mannschaft und erzielte in 21 Einsätzen im Schnitt 15,2 Punkte. Er erzielte im März 2004 den Dreipunktewurf, der Cuxhavens Aufstieg in die 2. Bundesliga sicherstellte.
2008 und 2010 wurde er mit Cuxhaven Vizemeister der 2. Bundesliga ProA, beide Male verzichtete die geschäftliche Leitung der Mannschaft auf den Bundesliga-Aufstieg. Im Herbst 2011 musste sich Hasenkamm einer Kreuzbandoperation unterziehen. Er spielte bis 2013 für die Mannschaft. Bis dahin bestritt er im Schnitt 4,5 Punkte in 195 Zweitligaspielen und traf insgesamt 229 Dreipunktewürfe.
Hasenkamm spielte im Amateurbereich weiter und verstärkte ab 2013 die Mannschaft der BSG Bremerhaven in der 2. Regionalliga. In der Saison 2015/16 verstärkte er die BSG-Mannschaft zeitweise in der 1. Regionalliga, spielte aber hauptsächlich für die BSG II in der Oberliga. Im Spieljahr 2016/17 war der beruflich als Kraftfahrer tätige Hasenkamm wieder Spieler der zweiten BSG-Mannschaft in der Oberliga sowie aushilfsweise in der ersten Mannschaft der BSG Bremerhaven, die inzwischen wieder in die 2. Regionalliga abgestiegen war.
Ende Oktober 2017 wurde er Mitglied der Cuxhaven Baskets in der 2. Bundesliga ProB, verfehlte mit der Mannschaft im Frühjahr 2018 aber den Klassenerhalt. Hasenkamm blieb in der Saison 2018/19 in der 1. Regionalliga ebenso Bestandteil der Cuxhavener wie in der Saison 2019/20, als die Mannschaft nach einem erneuten Abstieg in der 2. Regionalliga antraten. 2020 kehrte er mit den Cuxhaven Baskets in die 1. Regionalliga zurück.